# 4月2日 (旧暦)
旧暦4月2日（きゅうれきしがつふつか）は旧暦4月の2日目である。六曜は大安である。

## できごと
- 寛弘3年（ユリウス暦1006年5月1日） - おおかみ座に超新星 (SN 1006) 出現。後世、藤原定家が『名月記』に記録。
- 貞永元年（ユリウス暦1232年4月23日） - 寛喜より貞永に改元
- 弘治3年（ユリウス暦1557年4月30日） - 大内義長が毛利元就に攻められ自害。大内氏が滅亡
- 天正2年（ユリウス暦1574年4月22日） - 石山本願寺の顕如が織田信長に抵抗して挙兵
- 天明元年（グレゴリオ暦1781年4月25日） - 光格天皇の即位に伴い、安永より天明に改元される。
- 天明4年（グレゴリオ暦1784年5月20日）- 江戸城内にて佐野政言によって田沼意知が殺害される。
- 明治5年（グレゴリオ暦1872年5月8日） - 東京・湯島の昌平黌講堂跡に書籍館（しょじゃくかん）を開設。日本初の公共図書館。

## 忌日
- 永久3年（ユリウス暦1115年4月27日） - 藤原為房、廷臣（* 1049年）
- 文明13年（ユリウス暦1481年4月30日） - 一条兼良、歌人・古典学者（* 1402年）
- 天明4年（グレゴリオ暦1784年5月20日） - 田沼意知、江戸幕府元若年寄（* 1749年）